# Kerivoula phalaena
Kerivoula phalaena é uma espécie de morcego da família Vespertilionidae. Pode ser encontrada na Guiné, Costa do Marfim, Libéria, Gana, Camarões, República Democrática do Congo e Uganda.